# Reserva Extrativista Marinha de Soure
A reserva extrativista Marinha de Soure é uma unidade de conservação brasileira de uso sustentável da natureza, localizada no estado do Pará, com território distribuído pelo município de Soure.

## Histórico
Soure foi criada através de Decreto sem número emitido pela Presidência da República em 22 de novembro de 2001, com uma área de 29 578,78 ha.